# Rencontre (nouvelle)
Pour l’article homonyme, voir Rencontre.
Rencontre est une nouvelle de Guy de Maupassant parue en 1884.
" Ce fut un hasard, un vrai hasard..."

## Historique
Signée Maufrigneuse, Rencontre est initialement publiée dans le quotidien Gil Blas du 11 mars 1884, puis dans le recueil Les Sœurs Rondoli. 
La nouvelle est dédiée à Édouard Rod.
Cette nouvelle de 1884 ne doit pas être confondue avec une nouvelle homonyme, parue en 1882.

## Résumé
Le baron d'Etraille, ayant surpris sa jeune femme dans les bras d'un autre homme, décide de se séparer d'elle, "sans bruit ». Elle pourra vivre à sa guise, mais plus sous son toit, et devra éviter tout scandale puisqu'elle continuera à porter le nom du baron.
Après six années de voyages et d'occupations, le baron a maintenant quarante cinq ans, des cheveux gris et un peu de ventre. Pendant tout ce temps, il n'a rien appris sur la baronne qui a pris soin de garder les apparences.
Un jour, alors qu'il prend le rapide pour Nice, il trouve une personne déjà installée dans son compartiment. Elle est tellement enveloppée de fourrures et de manteaux qu'il ne peut même deviner si c'est un homme ou une femme, puis se roule dans ses couvertures et s'endort. Il se réveille le lendemain matin, fait sa toilette et le mystérieux voyageur, émergeant de son sommeil, montre tranquillement son visage : c'est une jeune femme blonde, fort jolie et grasse. Le baron, stupéfait, reconnaît sa femme, Berthe, extraordinairement changée, mais à son avantage. Après quelques paroles échangées, le baron, envahi par un nouveau désir, déclare à la baronne qu'il veut la reprendre sous son toit, qu'il est son mari et que c'est donc son droit. Mais Berthe n'en a aucune envie et a d'ailleurs d'autres engagements : elle lui annonce qu'elle croit être enceinte. Elle lui fait froidement savoir qu'elle avait préparé ce tête-à-tête et qu’elle veut qu’on les ait vus ensemble ayant passé la nuit seuls dans ce compartiment. Ce n'est qu'une précaution pour éviter un possible scandale et n'avoir rien à craindre ni de lui ni du monde. Ses amis qui l'attendent à la gare de Nice la verront descendre du wagon avec le baron, en compagnie de qui elle a donc passé la nuit. Elle leur présentera son mari avec qui elle fait quelquefois de fugues comme cela, en bons amis qui ne peuvent vivre ensemble. Et elle leur annoncera qu’ils se quittent sur le quai, le baron en ayant déjà assez d'elle...
Le baron ne l'a jamais revue.

## Éditions
- 1884 -  Rencontre, dans Gil Blas
- 1884 -  Rencontre, dans le recueil Les Sœurs Rondoli
- 1888 -  Rencontre, dans le supplément de La Lanterne
- 1974 -  Rencontre, dans Maupassant, Contes et Nouvelles, tome I, texte établi et annoté par Louis Forestier, éditions Gallimard, Bibliothèque de la Pléiade.